# Stratégie Cloward-Piven
 (avril 2024).
La mise en forme du texte ne suit pas les recommandations de Wikipédia : il faut le « wikifier ».
Les points d'amélioration suivants sont les cas les plus fréquents :
- Les titres sont pré-formatés par le logiciel. Ils ne sont ni en capitales, ni en gras.
- Le texte ne doit pas être écrit en capitales (les noms de famille non plus), ni en gras, ni en italique, ni en « petit »…
- Le gras n'est utilisé que pour surligner le titre de l'article dans l'introduction, une seule fois.
- L'italique est rarement utilisé : mots en langue étrangère, titres d'œuvres, noms de bateaux, etc.
- Les citations ne sont pas en italique mais en corps de texte normal. Elles sont entourées par des guillemets français : « et ».
- Les listes à puces sont à éviter, des paragraphes rédigés étant largement préférés. Les tableaux sont à réserver à la présentation de données structurées (résultats, etc.).
- Les appels de note de bas de page (petits chiffres en exposant, introduits par l'outil «  Source ») sont à placer entre la fin de phrase et le point final[comme ça].
- Les liens internes (vers d'autres articles de Wikipédia) sont à choisir avec parcimonie. Créez des liens vers des articles approfondissant le sujet. Les termes génériques sans rapport avec le sujet sont à éviter, ainsi que les répétitions de liens vers un même terme.
- Les liens externes sont à placer uniquement dans une section « Liens externes », à la fin de l'article. Ces liens sont à choisir avec parcimonie suivant les règles définies. Si un lien sert de source à l'article, son insertion dans le texte est à faire par les notes de bas de page.
- La présentation des références doit suivre les conventions bibliographiques. Il est recommandé d'utiliser les modèles {{Ouvrage}}, {{Chapitre}}, {{Article}}, {{Lien web}} et/ou {{Bibliographie}}. Le mode d'édition visuel peut mettre en forme automatiquement les références.
- Insérer une infobox (cadre d'informations à droite) n'est pas obligatoire pour parachever la mise en page.

Pour une aide détaillée, merci de consulter Aide:Wikification.
Si vous pensez que ces points ont été résolus, vous pouvez retirer ce bandeau et améliorer la mise en forme d'un autre article.
Pour les articles homonymes, voir stratégie (homonymie).

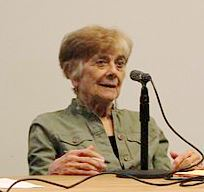
Frances Fox Piven

La stratégie Cloward-Piven est une stratégie politique définie en 1966 par les sociologues et les activistes politiques Américains Richard Cloward et Frances Fox Piven. La stratégie vise à utiliser des « groupes militants contre la pauvreté » pour faciliter une « crise politique » en surchargeant le système social via une augmentation des demandes d'aide sociale, en forçant la création d'un système de revenu minimum garanti et en « redistribuant les revenus à travers le gouvernement fédéral,,. »

## Historique
Cloward et Piven étaient tous deux professeurs à la École de travail social de l'Université Columbia. La stratégie a été décrite dans un article de mai 1966 paru dans le magazine libéral The Nation intitulé « Le poids des pauvres : une stratégie pour mettre fin à la pauvreté ».

## Stratégie
L'article de Cloward et Piven vise à contraindre de manière subversive le Parti démocrate, qui contrôlait en 1966 la présidence et les deux chambres du Congrès des États-Unis, à « redistribuer les revenus » pour aider les pauvres. Ils ont déclaré que l'inscription complète des personnes éligibles à l'aide sociale « entraînerait des perturbations bureaucratiques dans les agences sociales et des perturbations fiscales dans les gouvernements locaux et étatiques » qui : « … approfondiraient les divisions existantes entre les éléments de la coalition démocrate des grandes villes : les blancs restants classe moyenne, les groupes ethniques de la classe ouvrière et les minorités pauvres de plus en plus nombreuses. Pour éviter un affaiblissement supplémentaire de cette coalition historique, une administration démocrate nationale serait contrainte de proposer une solution fédérale à la pauvreté qui outrepasserait les échecs locaux en matière de protection sociale, les classes locales et les différences raciales. conflits et dilemmes liés aux revenus locaux."
Ils écrivirent en outre :

« L'objectif ultime de cette stratégie – éliminer la pauvreté en établissant un revenu annuel garanti – sera remis en question par certains. Parce que l'idéal de mobilité sociale et économique individuelle a des racines profondes, même les militants semblent réticents à réclamer des programmes nationaux visant à éliminer la pauvreté par la redistribution des revenus. »

Michael Reisch et Janice Andrews ont écrit que Cloward et Piven « proposaient de créer une crise dans le système de protection sociale actuel – en exploitant le fossé entre le droit et la pratique de la protection sociale – ce qui finirait par provoquer son effondrement et le remplacer par un système de prestations annuelles garanties ». Ils espéraient atteindre cet objectif en informant les pauvres de leurs droits à l'aide sociale, en les encourageant à demander des prestations et, en fait, en surchargeant une bureaucratie déjà surchargée. "

### Focus sur les démocrates
Les auteurs fondaient leurs espoirs sur la création de perturbations au sein du Parti démocrate : 
"Les Républicains conservateurs sont toujours prêts à déclamer les méfaits du bien-être public, et ils seraient probablement les premiers à soulever un tollé. Mais plus profond et politiquement plus révélateur. des conflits auraient lieu au sein de la coalition démocrate... Les Blancs - à la fois les groupes ethniques de la classe ouvrière et de nombreux membres de la classe moyenne - seraient excités contre les pauvres du ghetto, tandis que les groupes libéraux, qui jusqu'à récemment étaient réconfortés par l'idée que le les pauvres sont peu nombreux... soutiendraient probablement le mouvement. Les conflits de groupe, générant une crise politique pour l'appareil du parti local, deviendraient ainsi aigus à mesure que les aides sociales augmenteraient et que les tensions sur les budgets locaux deviendraient plus graves. "

## Réception et critique
Michael Tomasky, écrivant sur la stratégie dans les années 1990 et à nouveau en 2011, l'a qualifiée de « malavisée et vouée à l'échec », écrivant : « Il n'est apparemment pas venu à l'esprit [de Cloward et Piven] que le système se contenterait de considérer les Noirs qui soulèvent la populace comme un phénomène à ignorer ou à réprimer ».

## Impact de la stratégie
Dans des articles publiés en 1971 et 1977, Cloward et Piven affirmaient que les troubles de masse aux États-Unis, en particulier entre 1964 et 1969, avaient effectivement conduit à une expansion massive des aides sociales, mais pas au programme de revenu garanti qu'ils avaient espéré.
Le politologue Robert Albritton n'était pas d'accord, écrivant en 1979 que les données ne soutenaient pas cette thèse ; il a proposé une explication alternative à l'augmentation du nombre de bénéficiaires d'aide sociale.
Dans son livre de 2006 Winning the Race : Beyond the crisis in Black America, le commentateur politique John McWhorter a attribué la montée de l'État-providence après les années 1960 à la stratégie Cloward-Piven, mais a écrit à son sujet de manière négative, affirmant que la stratégie « a créé des générations » de Noirs pour qui travailler pour gagner sa vie est une abstraction".
Selon l'historien Robert E. Weir en 2007 : « Bien que la stratégie ait contribué à augmenter le nombre de bénéficiaires entre 1966 et 1975, la révolution envisagée par ses partisans n'a jamais eu lieu. »